# Carolus Virulus
Karel Menneken (1515-1588) (Carolus Virulus Lovaniensis, Carolus Menneken, Karel Mennicken) (* Kassel, ou Ghent, 1419 † Lovaina, 13 de Maio de 1493), foi humanista e autor da obra "Formulae Epistularum" (1486), uma coletânea de 337 modelos de cartas manuscritas, (muitas vezes seguidas de perguntas e respostas). 

## Biografia
Matriculou-se em 1432, como estudante da Universidade de Lovaina. Após a obtenção do grau de mestrado em 1435, tornou-se professor e depois diretor do Colégio Pedagógico de Lelie, um dos quatro colégios dessa instituição, cargo que ocupou até a morte.  Por duas vezes foi eleito reitor dessa universidade, em 1447 e 1465.
Humanistas como Erasmo e Heinrich Bebel (1472-1518) se manifestaram favoravelmente ao seu trabalho.

## Obras
- Formulae Epistularum, 1476 - Christie's.
- De Constructione et Arte Epistolari, 1509